# Rivière la Pêche (vattendrag i Kanada, lat 45,64, long -75,93)
Rivière la Pêche är ett vattendrag i Kanada.   Det ligger i provinsen Québec, i den sydöstra delen av landet, 30 km nordväst om huvudstaden Ottawa.
I omgivningarna runt Rivière la Pêche växer i huvudsak lövfällande lövskog. Runt Rivière la Pêche är det ganska tätbefolkat, med 52 invånare per kvadratkilometer.